# Нзиме
Нзиме — этническая группа банту, населяющая зону дождевых лесов на юго-востоке Камеруна.
Нзиме обитают вдоль дороги, которая пролегла к югу от Абонг-Мбанг, через города Миндуру и Ломье. Нзиме говорят на диалекте нзиме (альтернативное название кунзиме), одном из грассфилдских подгрупп языков банту.

## История
Народы, изъясняющиеся на языке Макаа-Ньем, пришли на территорию современного Камеруна из бассейна реки Конго или современного Чада. Это случилось в период между XIV и XVII веками н. э. К XIX веку они населяли территории к северу от реки Лом в пограничной локации между современными Восточным регионом и регионом Адамава Камеруна. Однако вскоре после этого народы бети-пахуин вторглись в эти районы под давлением вуте и мбум, которые сами спасались бегством от воинов фульбе. В результате народы, говорящие на Маака-Ньем вынуждено переместились на юг. Так и сформировались группы нзиме, которые продолжили свой путь на юг мимо реки Ньонг и обосновались на Джа, южнее батвии.

## Образ жизни
Для обеспечения пропитания нзиме занимаются натуральным хозяйством. Их поселения, как правило, расположены вдоль существующих дорог. Поэтому деревни нзиме выглядят, как цепочки домов, обращенных к дороге. С обратной стороны такой цепочки дома окружены лесом. Небольшие поляны в лесу вырубают с помощью топоров и мачете, выжигают и организуют поля. Основные культуры для выращивания: маниок, бананы, кукуруза, таро, арахис и различные фрукты.
Домашний скот, как правило, представлен мелкими животными. Коз, овец, свиней и кур оставляют свободно бродить без организации присмотра. Небольшое число нзиме сумели добиться финансового успеха на плантациях какао и кофе в лесах Камеруна.
Охота — еще одно свойственное нзиме занятие. Ловушки являются основным используемым приспособлением. Но все чаще современные нзиме используют для охоты огнестрельное оружие.
Дичь, пойманная таким образом, становится важным, но не постоянным источником дохода. Нзиме ведут торговые отношения с народом бака. Торгуют промышленными товарами и выращивают на продажу культуры для дичи, которую добывают пигмеи бака. Нзиме используют бака как дешевую рабочую силу, а также в качестве живой туристической достопримечательности.
Традиционный дом нзиме — это прямоугольная конструкция с А-образной крышей. Строительный блок представляет собой ветку рафии, покрытую листьями. Блоки закрепляются друг с другом на месте небольшой веткой. Для строительства боковых сторон домов используют также полоски коры. Крышу покрывают пальмовыми ветками.
Современное жилище немного отличается от традиционного дома. Оно строится на основе вертикальных столбов, выставленных по периметру будущего жилья. Между столбами внутри и снаружи в горизонтальном положении прикрепляют те же блоки из веток рафии и листьев. Всю конструкцию между столбами укрепляют грязью. Зажиточные нзиме могут позволить себе помимо соломы и пальмовых листьев использовать для изготовления крыши алюминиевую кровлю. Более состоятельные представители народа в крупных городах и деревнях обитают в домах, построенных из глинобетонных и бетонных блоков.
Социальная организация начинается с семьи. Семья нзиме — это муж, жена (жены) и дети. Родственные семьи живут вместе, составляя деревни. Следующий социальный уровень: клан. Клан представляет собой несколько деревень, заявляющих об общем происхождении. В прошлом принадлежность к клану строго определяла родословную, образ жизни, друзей, потенциальных супругов. Теперь идентификация человека по клану потеряла свою преимущественную позицию. У каждого клана есть вождь, но сейчас это просто подставные лица.
Религия. Большинство нзиме номинально исповедуют христианство. Однако их быт пропитан анимизмом, включая традиционную медицину. Суеверия, вера в колдовство — норма жизни для нзиме. С 1998 года нзиме доступен к изучению Новый Завет в печатном виде и с 2007 года в записи.